# Петроній Арбітр

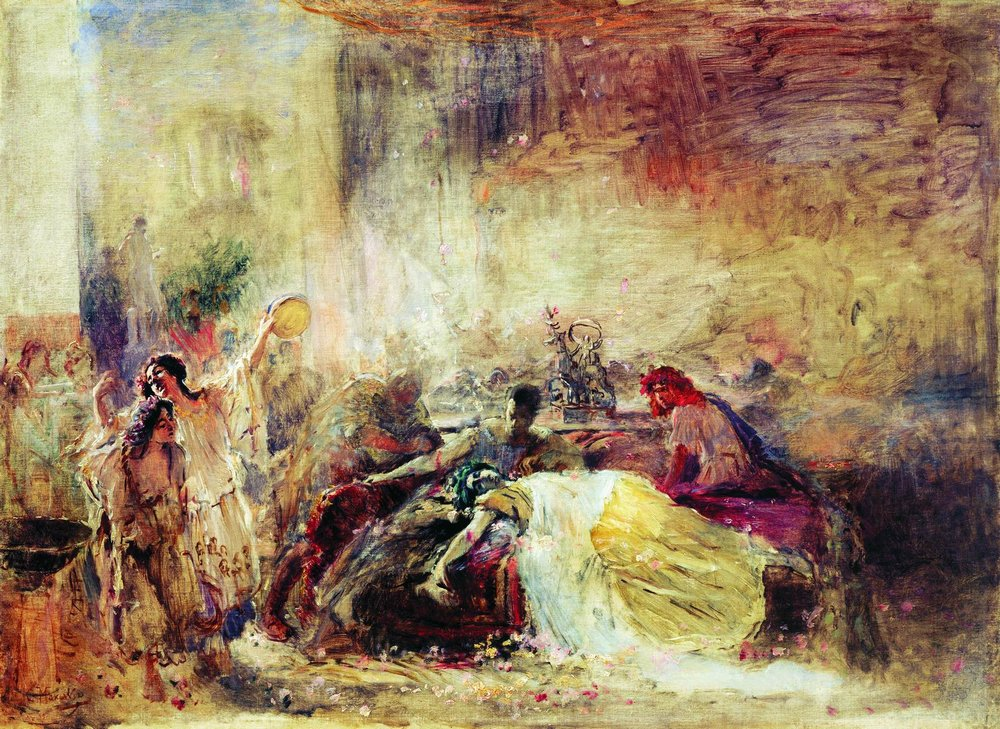
«Смерть Петронія». Маковський К. Є. 1904

Гай Петроній Арбітр (лат. Petronius Arbiter; близько 14 — 66, Куми) — автор давньоримського роману «Сатирикон», зазвичай ототожнюється з сенатором Петронієм, про якого писав Тацит.
Ім'я Петроній Арбітр названо у всіх манускриптах роману. Його підтверджують пізніші посилання та відгуки, у яких, без сумніву, мова йде про автора «Сатирикону».

## Античні свідчення
- Теренціан Мавр (II століття н. е.) У своєму творі «De metris» наділяє Петронія епітетом disertus («красномовний»; «майстерний, знавець») і, кажучи про анакреонтичних розмірах, зауважує, що їх часто вживав Петроній (в збереженому тексті Петронія анакреонтичних розмірів не зустрічається)

- Макробій (кінець IV — початок V ст.) у коментарях до «Сну Сципіона»[6] говорить про нього як про романіста, який, як і Апулей, описував страждання закоханих. При цьому першість тут Макробій віддає Петронію.

- Сидоній Аполлінарій (V століття) згадує Петронія в одному ряду з Цицероном, Титом Лівіем і Вергілієм, яких він називає eloquii[7]. Інші три вірші зі згадкою Петронія можна розуміти в тому сенсі, що Петроній в латинському Пріапічному романі виявився на рівні грецьких творів того ж роду[8].

- Візантійський письменник VI століття Іоанн Лід називає його в числі сатириків: Турн, Ювенал, Петроній[9]

Всі ці відгуки і згадки, засвідчуючи про популярність Петронія Арбітра в античності, не повідомляють жодних відомостей про його життя.

## Сенатор Петроній
Ще в XVII столітті (Юст Ліпсій) висловив думку, що «Сатирикон» міг виникнути тільки за Нерона, але приблизно з кінця XVIII століття ця впевненість змінюється скептицизмом, а в XIX столітті починається активний перегляд питання. Однак до кінця XIX — початку XX століття запанувала колишня думку, що роман — продукт епохи Нерона і автор його — Петроній, описаний Тацитом. Цю точку зору підтримували видавець Петронія Ф. Бюхелер, такі великі вчені, як Теодор Моммзен, Гастон Буасьє. У енциклопедії Паулі-Віссова (1937) рішуче заявлено, що всі спроби помістити Петронія на більш раннє або пізніший, ніж епоха Нерона, час не становлять вже жодного інтересу.

### Петроній у Тацита
Тацит повідомляє про смерть Петронія разом з іншими представниками сенатської опозиції: «Протягом кількох днів загинули один за одним Анней Мела, Аніцій Церіала, Руфрій Кріспін і Гай Петроній, Мела і Кріспін — римські вершники в сенаторській гідності». У так званому Codex Mediceus Тацита тут стрїть ас Petronius. У зв'язку з цим виникло припущення, що «ac» з'явилося помилково замість «С» (скорочення від «Гай»). Багато видавців слідують цьому читання. Інші, посилаючись на Плінія і Плутарха, де згаданий консуляр Петроній з преноменом «Тит», ставлять «Тит». У рукописах «Сатирикону» преномен відсутній.
Потім Тацит пише:
 Про Гая Петронія личить розповісти трохи докладніше. Дні він віддавав сну, ночі — виконання світських обов'язків і задоволень життям. І якщо інших піднесла до слави старанність, то його — ледарство. І все ж його не вважали розпусником і марнотратником, які в більшості проживають спадковому володінні, але бачили в ньому знавця розкоші. Його слова і вчинки сприймалися як свідчення властивої йому простодушності, і чим невимушеніше вони були і чим виразніше проступала в них якась особливого роду недбалість, тим прихильніше до них ставилися. Втім, і як проконсул Віфінії, і пізніше, будучи консулом, він виявив себе досить діяльним і здатним справлятися з покладеними на нього дорученнями. Повернувшись до порочного життя чи, може, лише удавано віддаючись порокам, він був прийнятий у тісне коло найбільш довірених наближених Нерона і став у ньому законодавцем витонченого смаку (arbiter elegantiae), так що Нерон став вважати приємним і сповненим чарівної розкоші тільки те, що було схвалено Петронієм. Це викликало в Тігелліна заздрість, і він зненавидів його як свого суперника, і притому такого, який у науці насолод сильніше його. І ось Тігеллін звертається до жорстокості принцепса, перед якою відступали всі інші його пристрасті, і ставить в провину Петронія дружбу зі Сцевіном. Донос про це надходить від підкупленого тим же Тігелліном раба Петронія; більшу частину його челяді кидають до в'язниці, і він позбавляється можливості захищатися. Трапилося, що в ці самі дні Нерон відбув до Кампанії; відправився туди і Петроній, але був зупинений в Кумах. І він не став продовжувати годинник страху чи надії. Разом з тим, розлучаючись з життям, він не поспішав її обірвати й, розкривши собі вени, то, за своїм бажанням, перев'язував їх, то знімав пов'язки; розмовляючи з друзями, він не торкався важливих предметів і уникав усього, чим міг би сприяти прославленню непохитності свого духу. І від друзів він також не чув міркувань про безсмертя душі й думок філософів, але вони співали йому жартівливі пісні та читали вірші легковажні. Інших із рабів він обдарував своїми щедротами, деяких — батогами. Потім він пообідав і поринув у сон, щоб його кінець, будучи змушеним, уподібнився природній смерті. Навіть у заповіті на відміну від більшості засуджених він не підлещувався ні Нерону, ні Тігелліну, ні кому іншому з можновладців, але описав потворні оргії принцепса, назвавши поіменно хто брав участь у них, розпусників і розпусниць, і відзначивши нововведення, що вносяться ними в кожен вид розпусти, і , приклавши печатку, відправив його Нерону. Свій перстень з печаткою він зламав, щоб її не можна було використовувати у зловмисних цілях. Між тим Нерон, гублячись у здогадах, яким чином стали відомі подробиці його витончених нічних розваг, згадує про відому завдяки шлюбу з сенатором Силії, яку він сам примусив до співучасті у своїх брудних любострастних забавах і яка до того ж була приятелькою Петронія. І поставивши їй за вину, що вона нібито не промовчала про побачене і про те, що зазнала сама, він перейнявся до неї безправ'ям, і відправив її у вигнання. 

### За і проти

#### За
- «Сатирикон» — роман про час Нерона. Анекдоти, імена історичних персонажів відносяться до цієї епохи
- Пародійні поеми на Нерона («Узяття Трої») і Лукана («Про громадянську війну») могли становити інтерес тільки для сучасників
- Петроній носить когномен «Арбітр», і консуляр Тацита був названий друзями «elegantiae arbiter»

#### Проти
- В оповіданні Тацита немає нічого, що вказувало б на «Сатирикон»
- У розділі LXX згадано manumissio per mensam (тобто надання рабу свободи через запрошення його до свого столу), яке увійшло в силу пізніше

## У логіці
Парадокс Петронія: «Обмежуйте себе у всіх речах, навіть в обмеженні»

## У літературі
- Петроній — один з головних персонажів роману Генрика Сенкевича «Quo vadis»
- Петроній Арбітр і обставини його відходу з життя постійно згадуються героями «Реставрації обіду» Їржі Грошека.

## Переклади українською
- Ю. Мушак, Д. Малякевич (перший уривок), Б.Зданевич (другий уривок). Антична література: Хрестоматія. Упорядник О. І. Білецький. К.: Радянська школа, 1968 (2-ге видання). 612 с. (С. 551—560).
- Петроній. Сатирикон. / Пер. Йосип Кобів, Юрій Цимбалюк, Андрій Содомора. Львів, Апріорі. 2024. С. 192.